# 國立屏東教育大學
國立屏東教育大學，簡稱屏東教大、屏教大。前身為日治時期1940年4月創立的臺灣總督府屏東師範學校。為日治時期繼臺南師範學校之後，南部地區第二所成立的師範學校。師範學校為日治時期臺灣領導階層之搖籃，六堆地區中，如鍾兆興、羅鳳郎、吳金森等，均係師範學校出身。位於臺灣省屏東縣屏東市，於2005年8月轉型為教育大學。轉型後成為教育、人文、藝術、應用科學、資訊為人才培育目標的大學。計有四個學院，十五個學系、十九個研究所碩士班及一個博士班。該校於2006年6月向中華民國經濟部智慧財產局申請屏東大學註冊簡稱，屏東大學簡稱只限國立屏東教育大學一校使用。2014年8月1日，該校與國立屏東商業技術學院合併為國立屏東大學，原國立屏東教育大學之校區改稱「國立屏東大學民生校區」。

## 學校簡史

### 日治時期
- 1940年 4月設立臺灣總督府屏東師範學校，校址在現今其附設實驗國民小學。
- 1943年 更名為臺灣總督府臺南師範學校預科。

### 戰後
- 1946年，改為臺灣省立臺南師範學校屏東分校，10月正式獨立為臺灣省立屏東師範學校。
- 1965年，升格為臺灣省立屏東師範專科學校。
- 1987年，升格為臺灣省立屏東師範學院，設置初等教育學系、語文教育學系、社會科教育學系、數理教育學系（分設數學組、自然組）。
- 1989年，國立屏東農業專科學校[2]遷校，土地移撥臺灣省立屏東師範學院使用（今民生校區）。
- 1991年，改隸中央，改名為國立屏東師範學院。設置美勞教育學系。
- 1993年，增設初等教育研究所。
- 1995年，初等教育研究所改名國民教育研究所。
- 1997年，增設數理教育研究所。數理教育學系之自然組、數學組，各自獨立為自然科學教育學系、數學教育學系。
- 1998年，增設教育心理與輔導研究所。
- 1999年，增設視覺藝術教育研究所。
- 2000年，增設國民教育研究所博士班、資訊科學系、英語教育學系、音樂教育學系碩士班。
- 2001年，增設教育心理與輔導學系，並與教育心理與輔導研究所系所合一。
- 2003年，增設資訊科學系碩士班、英語教育學系碩士班、物理暨地球科學學系。美勞教育學系改名視覺藝術教育學系，並與視覺藝術教育研究所系所合一。
- 2004年，音樂教育學系碩士班分設音樂演奏暨教學組、音樂教育組。國民教育研究所改名教育行政研究所。
- 2005年，改名國立屏東教育大學。音樂教育學系改名音樂學系，碩士班分組改設音樂演奏（唱）組、音樂教育組。增設自然科學教育學系碩士班、臺灣文化產業經營學系。語文教育學系改名中國語文學系。
- 2006年，英語教育學系改名英語學系、物理暨地球科學學系改名應用物理學系、自然科學教育學系改名應用化學暨生命科學系、數學教育學系改名應用數學系。增設客家文化研究所。視覺藝術教育學系改名視覺藝術學系。
- 2007年，增設生態休閒教育教學碩士學位學程。
- 2008年，增設應用物理學系光電暨材料碩士班。
- 2009年，應用化學暨生命科學系改名化學生物學系。
- 2010年，資訊科學系碩士班擴增為資訊工程碩士班、教育科技碩士班。增設先進薄膜製程學士學位學程、電腦與智慧型機器人學士學位學程。臺灣文化產業經營學系與客家文化研究所，整併為文化創意產業學系暨碩士班。
- 2011年，資訊科學系資訊工程碩士班、教育科技碩士班整併為資訊科學系碩士班，並分設資訊科學組、教育科技組。
- 2012年，「國立屏東大學合校計畫書」同意書簽約儀式於國立屏東商業技術學院舉行，國立屏東教育大學及國立屏東商業技術學院進行整併，新名暫訂為「國立屏東大學」[3]
- 2014年8月1日，與國立屏東商業技術學院合併為國立屏東大學。原國立屏東教育大學之校區改稱「國立屏東大學民生校區」[1]。化學生物學系改名應用化學系。增設科普傳播學系。數理教育研究所併入科普傳播學系為數理教育碩士班。

## 學校簡介

### 校歌
【傅瑞熙、楊中時作詞；張效良作曲；谷寬學和聲。】

武山蒼蒼，淡水泱泱；

鍾靈毓秀，化被八方；

八德兼備，四維是張。

手腦並用，六藝維揚；

做中學，做中教，百煉成鋼；

學不厭，教不倦，以進以康。

武山蒼蒼，淡水泱泱；

屏師之風，山高水長。

### 校徽

國立屏東教育大學時期校徽

創立之初，屏東盛產木瓜，木瓜固然是滋味鮮美，極為可口，而木瓜葉象徽的意義尤為多彩多姿，足為屏師人學習效法，故以木瓜葉為校徽。

### 校訓
- 誠──真心、懇切、真實、誠信之意。
- 愛──喜歡、珍惜、自愛、互愛之意。
- 嚴──莊嚴、崇高、恭敬、嚴謹之意。
- 明──清楚、明白、廉明、整潔之意。

### 歷任校長

#### 日治時期
- 1940年－1943年：坂上一郎

#### 戰後
- 1946年：張效良
- 1972年：陳漢強
- 1981年：段茂廷
- 1987年：王家通
- 1990年：何福田
- 1999年：林顯輝
- 2005年：劉慶中（代理）
- 2005年：劉慶中
- 2013年：李賢哲

## 學術單位
| | |
| - 教育學院 （页面存档备份，存于） - 教育學系所 （页面存档备份，存于）（碩士班） - 幼兒教育學系所 （页面存档备份，存于）（碩士班） - 特殊教育學系所 （页面存档备份，存于）（碩士班） - 教育行政研究所 （页面存档备份，存于）（碩、博士班） - 教育科技研究所 （页面存档备份，存于）（碩士班） - 教育心理與輔導學系所 （页面存档备份，存于）（碩士班） - 特殊教育中心 （页面存档备份，存于） - 理學院 （页面存档备份，存于） - 應用數學系所（碩士班） - 應用物理系暨光電材料系所 （页面存档备份，存于）（碩士班） - 化學生物系所 （页面存档备份，存于）（碩士班） - 資訊科學系所 （页面存档备份，存于）（碩士班） - 體育學系所 （页面存档备份，存于）（碩士班） - 數理教育研究所 （页面存档备份，存于）（碩士班） - 先進薄膜製程學士學位學程 - 電腦與智慧型機器人學士學位學程 - 海洋教育中心 | - 人文社會學院 （页面存档备份，存于） - 中國語文學系所 （页面存档备份，存于）（碩士班） - 英語學系所 （页面存档备份，存于）（碩士班） - 社會發展學系所 （页面存档备份，存于）（碩士班） - 視覺藝術學系所 （页面存档备份，存于）（碩士班） - 音樂學系所 （页面存档备份，存于）（碩士班） - 文化創意產業學系 （页面存档备份，存于）（碩士班） - 語言中心 （页面存档备份，存于） - 進修暨研究學院 （页面存档备份，存于） - 華語文教學碩士學位學程 （页面存档备份，存于）（碩士班） - 教學視導碩士學位學程 （页面存档备份，存于）（碩士班） - 生態休閒教育碩士學位學程 （页面存档备份，存于）（碩士班） - 數位學習教學碩士學位學程 （页面存档备份，存于）（碩士班） - 教師學習中心 （页面存档备份，存于） - 社區學習中心 （页面存档备份，存于） - 數位學習中心 （页面存档备份，存于） - 國立屏東教育大學附設實驗國民小學 |

## 校隊
屏東教大男足隊成立於2003年，並於同年首度參加大專運動會，在大專運動會足球賽於94學年改制為大專足球聯賽後多有獎項，在102學年度停止招收男足隊員。女足隊於102年度加入女子第一級賽事，成女子第一級第四支球隊。

## 學校榮譽表現
- 2010年，遠見雜誌2010 年「大學辦學特色調查」，「產學合作及建教合作」、「國科會及教育部研究計畫」，國立屏東教育大學教師貢獻度全國第八名和第九名。
- 2010年大學生權利調查報告，國立屏東教育大學學生權利總評全國第七。
- 2010年，天下雜誌 Cheers 特刊第 43 號「2010 年大學調查」，國立屏東教育大學生師比全國第八。
- 2011年，根據遠見雜誌大學專刊-「2011 年兩岸大學入學指南專刊調查」產學及建教合作，國立屏東教育大學教師貢獻度排名全國第六。

## 姐妹學校
國立屏東教育大學的姐妹學校：
- 美国
  - 愛許蘭大學 Ashland University
  - 波士頓威洛克大學 Wheelock College, Boston
  - 北科羅拉多大學 University of Northern Colorado
  - 西來大學 University of the West

- 日本
  - 兵庫教育大學 Hyogo University of Teacher Education

- - 大邱教育大學（朝鲜语：대구교육대학교） Dague National University of Education

## 外部連結
- BBS站 - 木瓜園*（页面存档备份，存于）
- 國立屏東大學(民生,林森校區) 校務與財務資訊公開專區（页面存档备份，存于）